# Пафнутовка
Пафнутовка — деревня в Наро-Фоминском районе Московской области, входит в состав сельского поселения Волчёнковское. Численность постоянного населения по Всероссийской переписи 2021 года — 19 человек. До 2006 года Пафнутовка входила в состав Афанасьевского сельского округа.
Деревня расположена в юго-западной части района, на правом берегу реки Протва, примерно в 2 км к югу от города Верея, высота центра над уровнем моря 164 м. Ближайшие населённые пункты на противоположном берегу реки — Афанасьево, к югу, и Ковригино в 0,7 км на северо-восток.

## Этимология
Деревню назвали в честь святого Пафнутия, основателя Боровского Пафнутьева монастыря.